# Air Asturias
Air Asturias era el nombre comercial de la empresa Asturias Airlines S.A., un proyecto de aerolínea de bajo coste y touroperador creada a finales de 2005 con base en el Principado de Asturias (España) y disuelta en enero de 2007. El capital de la compañía era en su totalidad asturiano con Grupo Celuisma 90% y Grupo Mall 10%, habiendo estado uno de sus socios iniciales implicado de forma directa en la creación de otra desaparecida compañía aérea (Air Madrid). Sus oficinas centrales se encontraban en Avilés. La compañía nunca llegó a contar con los certificados necesarios para operar como aerolínea y comercializaba vuelos de la compañía LTE con su nombre, a través de su página web y su central de reservas telefónica, así como en agencias de viajes. José Antonio Fernández Rodríguez presidió la compañía y Antonio Vicente Grueso era su director general.
Los propósitos iniciales de la compañía eran cubrir las rutas entre el Aeropuerto de Asturias (código IATA OVD, código OACI LEAS), situado en Santiago del Monte, Castrillón, y aeropuertos tanto nacionales (Barcelona, Tenerife y Málaga), como europeos (Milán, Ámsterdam, Fráncfort, Berlín). Además, la compañía tenía intención de cubrir rutas intercontinentales a Venezuela, Colombia, México y Panamá, destinos turísticos donde el Grupo Celuisma posee varios complejos hoteleros.

## Cronología
- 7 de noviembre de 2006: El primer avión con los colores de la compañía llega a Asturias.[1] Se trataba de un Airbus A320 de LTE que ésta operaba para Air Asturias, que careció siempre de certificado de aeronavegabilidad.
- 16 de noviembre de 2006: LTE inicia los primeros vuelos, comercializando Air Asturias vuelos con destino a Roma, París, Lisboa y Madrid.[2]
- 10 de enero de 2007: Se realiza una reestructuración de destinos suprimiendo parte de los vuelos con Lisboa y Madrid.[3]
- 17 de enero de 2007: La compañía anuncia el cese de las actividades a partir del 26 de enero de 2007 debido a la baja demanda de sus rutas.[4]

## Flota
Air Asturias nunca llegó a tener aviones, aunque si ordenó un Airbus A320-214 (matrícula EC-ISI).

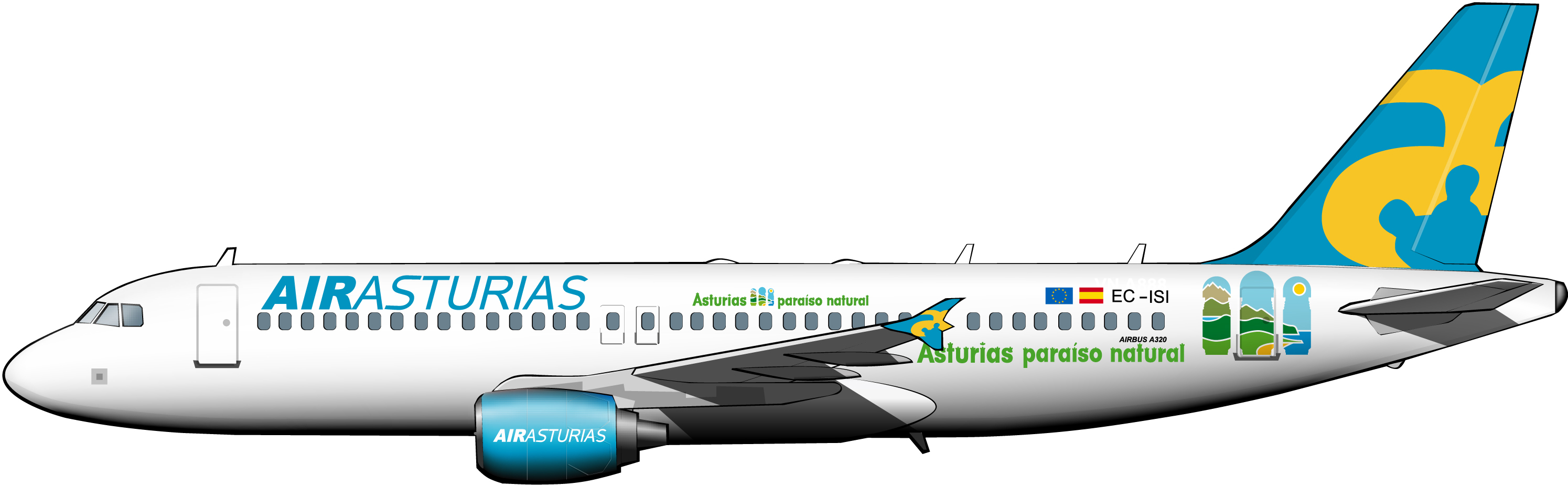
El colorido perfil del único Airbus A320 de Air Asturias, en 2006

## Destinos
LTE operó vuelos para Air Asturias desde el aeropuerto de Asturias a:
- Roma
- París
- Lisboa
- Madrid